# Ana Albertina Delgado Álvarez
Ana Albertina Delgado Álvarez (nacida en La Habana, el 8 de abril de 1963) es una artista cubana contemporánea que ha desarrollado su trabajo artístico en las manifestaciones de pintura, dibujo, instalación y fotografía. Estudió en la Escuela Provincial de Artes Plásticas “San Alejandro”, La Habana. En el año 1988 se graduó del Instituto Superior de Arte (ISA), La Habana, Cuba. En su desempeño profesional durante los años 80, fue miembro del Grupo Vinculación y del Grupo Puré en La Habana, Cuba.

## Exposiciones personales
Dos de sus exposiciones personales más significativas son
- 1989 "Dentro del Labio".Proyecto Castillo de la Fuerza. Castillo de la Real Fuerza, La Habana
- 1994 "La caja de los sueños".Galería Nina Menocal, México, D.F.México.

## Exposiciones colectivas
En una selección de sus exposiciones colectivas podemos mencionar
- "El ISA Saluda la Bienal". 1.ª. Bienal de La Habana, 1984. Galería L, La Habana,
- "Grupo Vinculación" (colateral a la 1a. Bienal de La Habana). Instituto Superior de Arte (ISA), La Habana, Cuba
- "Kitsch (colateral a la Tercera Bienal de La Habana),1989. Galería de Arte, Galiano y Concordia, La Habana,Cuba
- "Kuba O.K.Aktuelle Kunst aus Kuba/Arte Actual de Cuba".1990 Städtische Kunsthalle Düsseldorf, Düsseldorf, R.F.A.
- " The Nearest Edge of the World: Art and Cuba Now.",1991, The Bronx Museum of Art, Nueva York, EE. UU.
- Primera Bienal de Pintura del Caribe y Centroamérica,1992, Museo de Arte Moderno, Santo Domingo, República Dominicana
- "Breaking Barriers. Selections from the Museum of Art’s Permanent Contemporary Cuban Collection",1997,

Museum of Art, Fort Lauderdale, Florida., EE. UU.

## Premios
Entre los premios obtenidos a lo largo de su carrera están Mención en Fotografía y Dibujo.
Concurso 13 de Marzo, La Habana, en 1985. En 1986 Premio. XVI Seminario Juvenil de Estudios Martianos,
Instituto Superior de Arte (ISA), La Habana, y en 1987 Mención. Salón Playa’87, Galería Servando Cabrera Moreno, La Habana, CUBA.

## Obras en Colección
Su trabajo forma parte de las colecciones de la Galería Nina Menocal, México, D.F.,
del Ludwig Forum für Internationale Kunst, Aquisgrán, Alemania,
del Museo Cubano de Arte y Cultura, Miami, Florida., EE. UU.,
del Museo de las Artes, Universidad de Guadalajara, Jalisco, México,
del Museo Nacional de Bellas Artes, La Habana, Cuba y del Museum of Art, Fort Lauderdale, Florida., EE. UU.